# William S. Sax
William Sturman Sax (* 1957 in Colville, Washington) ist ein US-amerikanischer Anthropologe und Südasienwissenschaftler. Er ist seit 2000 Professor und Leiter der Abteilung Ethnologie am Südasien-Institut der Ruprecht-Karls-Universität Heidelberg.

## Leben
Sax erwarb 1978 ein Diplom in Hindi an der Banaras Hindu University in Varanasi. Zwei Jahre später schloss er den Bachelor of Arts in Südasienstudien sowie in Asiatischen Sprachen und Literaturen an der University of Washington in Seattle ab. 1982 erlangte er mit der Thesis The Ramnagar Ramlila: a theatre of pilgrimage an der University of Chicago den Mastergrad in Anthropologie. Ein Fulbright-Hays-Graduiertenstipendium ermöglichte ihm einen dreijährigen Forschungsaufenthalt in Indien. Danach wurde er 1987 in Chicago mit der Schrift Chaya Maya: the songs and journeys of Nandadevi zum Ph.D. promoviert. Anschließend arbeitete er zunächst als Fellow an der Harvard Academy for International and Area Studies und ab 1988 als Lecturer an der Anthropologischen Abteilung der Harvard University. Von 1989 bis 2000 war er an der University of Canterbury in Christchurch (Neuseeland) Senior Lecturer für Philosophie und Religionswissenschaft.
Seit 2000 ist Sax Professor am Südasien-Institut der Universität Heidelberg, wo er die Abteilung Ethnologie leitet. Innerhalb des DFG-Sonderforschungsbereiches (SFB) 619 „Ritualdynamik: Soziokulturelle Prozesse in historischer und kulturvergleichender Perspektive“ leitete er die Teilprojekte „Rituelles Heilen und seine Kritiker“ (2005–2009) sowie „Rituale, Grenzen und Reflexivität“ (2009–2013). Von 2012 bis 2017 koordinierte er den Minicluster „Changing Minds: the transcultural production of human kinds“ im Rahmen des Exzellenzcluster „Asien und Europa im globalen Kontext“.
Sax ist verheiratet. Er ist Vater von zwei Töchtern.

## Werk
Sax forscht mit seiner Abteilung vor allem zur Ethnographie von Indien, zur Anthropologie der Religion sowie zur Medizinethnologie. Geographischer Schwerpunkt bildet die westliche Himalayaregion.
- Mountain Goddess: Gender and Politics in a Central Himalayan Pilgrimage. Oxford University Press, New York 1991, ISBN 978-0-19-506432-2 (englisch).
- The Gods at Play: Lila in South Asia. Oxford University Press, New York 1995,
- Dancing the Self: personhood and performance in the pandav lila of Garhwal. Oxford University Press, New York 2002, ISBN 978-0-19-513915-0 (englisch).
- God of Justice: ritual healing in the central Himalaya. Oxford University Press, New York 2009, ISBN 978-0-19-533585-9.
- The Problem of Ritual Efficacy (edited with Johannes Quack and Jan Weinhold). . Oxford University Press, New York  2010
- Asymmetrical Conversations: Contestations, Circumventions and the Blurring of Therapeutic Boundaries. (edited with Harish Naraindas and Johannes Quack). Berghahn, New York 2014. (Epistemologies of Healing Series)
- Himalaya ki Nanda Devi (Hindi translation of Mountain Goddess: Gender and Politics in a Central Himalayan Pilgrimage.) Dehra Dun, India: Winsar, 2015
- The Law of Possession: ritual, healing, and the secular state. (Edited with Heléne Basu.) Oxford University press, New York 2015
- The Movement for Global Mental Health: Critical Views from South and Southeast Asia. (Edited with Claudia Lang). Amsterdam University Press, 2021
- In the Valley of the Kauravas: Divine Kingdoms in the Western Himalaya.  Oxford University Press, London 2024